# Attilio Fontana (attore)
Attilio Fontana (Roma, 15 febbraio 1974) è un attore, cantante e compositore italiano.

## Biografia
Inizia la carriera negli anni novanta come attore teatrale e di fotoromanzi. Nel 1994 è membro del gruppo Ragazzi Italiani che lascia nel 2000 per cominciare la carriera da solista e cantautore. Affianca all'attività in campo musicale quella di attore, recitando in alcuni film diretti da giovani registi e in varie fiction televisive sia Rai che Mediaset. Nell'autunno 2013 partecipa alla terza edizione di Tale e quale show, talent show di Rai 1 condotto da Carlo Conti da cui esce vincitore sia nella categoria campioni che super campione. Nello stesso anno pubblica il suo secondo album come cantautore dal titolo "Formaggio" preceduto dall'album solista "A" scritto con il chitarrista e autore Franco Ventura con cui compone brani e colonne sonore dal 2004. Partecipa contemporaneamente ad alcuni musical: Tosca amore disperato di Lucio Dalla (con cui compone alcuni brani), Hair nel quale interpreta il ruolo di Berger e Il pianeta proibito con Lorella Cuccarini. Nel 2018 veste il ruolo di San Pio da Pietrelcina nell'opera musical Actor Dei di cui è anche autore e direttore artistico.
Nel 2014  all'undicesima edizione del Leggio d'oro gli viene conferito il Premio alla voce della musica. Nell'inverno 2016 partecipa, in qualità di "capitano-squadra" (insieme a Rudy Zerbi, Stefano De Martino, Maurizio Zamboni e Kledi Kadiu), alla prima stagione di Pequeños gigantes, talent show per bambini condotto da Belén Rodríguez. Nello stesso anno pubblica con la compagna Clizia Fornasier il singolo Terra 2 e nell'estate 2017 il duetto con Momo 5 Alibi. Dal 2021 al 2023  ha interpretato il ruolo di Jacques nella versione teatrale di “Tre Uomini e una Culla” e nel 2025  protagonista de l’Illusione Coniugale con Rosita Celentano con cui ha pubblicato anche il singolo “Benedetti e Clandestini” e nella commedia di Norm Foster “L’Unica Donna per Me” piece in cui divide il palco con la compagna Clizia Fornasier per la regia di Luigi Russo. 

## Vita privata
Dopo la relazione con la collega cantante Ilaria Porceddu, nel 2013 durante il programma condotto da Carlo Conti Tale e quale show conosce la collega attrice Clizia Fornasier. La coppia ha due figli maschi: Blu Francesco Pio, nato il 1º giugno 2016, e Mercuzio, nato il 4 febbraio 2019.

## Filmografia

### Cinema
- Vacanze sulla neve, regia di Mariano Laurenti (1999)
- Vento di primavera - Innamorarsi a Monopoli, con Manuel & Kikka, regia di Franco Salvia (2001)
- Prigionieri di un incubo, regia di Franco Salvia (2001)
- Ritorno al Presente , regia di Max Nardari (2022)

### Televisione
- Don Matteo – serie TV (2001)
- Angelo il custode – serie TV (2001)
- Il bello delle donne 3 – serie TV (2003)
- Madame, regia di Salvatore Samperi – miniserie TV (2004)
- L'onore e il rispetto – serie TV (2006)
- Di che peccato sei?, regia di Pier Francesco Pingitore – film TV (2007)
- Caterina e le sue figlie 2 – serie TV (2007)
- Carabinieri 7 – serie TV (2008)
- Turbo – serie TV (2009)
- Caterina e le sue figlie 3 – serie TV (2010)
- Rodolfo Valentino - La leggenda, regia di Alessio Inturri e Luigi Parisi – miniserie TV (2014)

## Programmi televisivi
- Tale e quale show 3 – concorrente e vincitore (2013)
- Tale e quale show - Il torneo 2 – concorrente e vincitore campione e super campione (2013)
- Tale e quale show - Il torneo 3 – concorrente (2014)
- Web notte, Repubblica tv di Ernesto Assente e Gino Castaldo (2014)
- Pequeños gigantes 1 – capitano squadra "I fantastici quattro", talent show (2016)

## Teatro
- Porcellana, regia di Federico Caramadre Ronconi
- Cinque giorni molto caldi, regia di Alessandro Mistichelli
- Rosa Rosae, regia di Federico Caramadre Ronconi
- Agora follia, regia Attilio Fontana e Emiliano Reggente
- Dignità autonome di prostituzione, regia di Luciano Melchionna
- La vera storia di Joe Strimpelli e Gigi Vinile, regia di A. Fontana ed E. Reggente
- Qualche volta scappano, regia di Pino Quartullo
- Amici amori amanti (La verità di Florian Zeller), regia di Enrico Maria La Manna
- Sirene confuse, regia di Siddhartha Prestinari e Attilio Fontana
- Il verso della vita, regia di Attilio Fontana
- Lisa di Lorenzo Gioielli, regia di Siddhartha Prestinari
- Un selfie con Lucio, regia di Attilio Fontana
- Parlo di te, regia di Paolo Li Rosi e Attilio Fontana
- C'è un uomo in mezzo al mare, regia di Attilio Fontana
- Fase Show, regia Attilio Fontana ed Emiliano Reggente
- Quegli strani vicini di casa, regia di Luigi Russo
- Fase Christmas, regia di Attilio Fontana e Emiliano Reggente
- Tre uomini e una culla, regia di Gabriele Pignotta
- L'Unica Donna Per Me, regia di Luigi Russo
- Wannabe, regia Attilio Fontana
- L'Illusione Coniugale, regia Stefano Artissunch
- Il mio cane legge ancora le poesie, regia Attilio Fontana
- Si vede che era destino, regia Francesca Nunzi

### Musical
- Hair - Tribal Rock Love Musical, regia di G. Solari
- Tosca amore disperato, regia di L. Mariani L. Dalla
- Actor Dei, recital in sala Nervi, regia di Federico Caramadre Ronconi
- Viaggio verso il Sole, regia di David Haughton
- Arriva lu Sand, regia di Attilio Fontana
- Pirati, regia di Maurizio Colombi
- Vacanze romane, regia di Luigi Russo
- Terra 2, regia di Attilio Fontana
- Actor Dei l'attore di Dio, regia di Bruno Garofalo
- Il pianeta proibito, regia di Luca Tomassini
- Cenerentola.com, regia di Francesco Esposito
- Premi
- Leggio d'oro alla "Voce della Musica" (2014)
- Premio Giovanni Paolo II "Attore - Performer" (2018)
- Premio Troisi "Performer - Attore e Cantautore" (2019)
- Premio Fimi Sanremo al brano In equilibrio – compositore (2012)
- Premio menzione speciale attore al Festival del cinema "Artelesia"

## Discografia

### Con i Ragazzi Italiani

#### Album studio
- 1995 - I Ragazzi Italiani (PPM, BMG)
- 1996 - Eravamo così (PPM, BMG)
- 1997 - Vero amore (PPM, BMG)
- 1998 - È tempo (BMG)
- 1998 - I Ragazzi Italiani (BMG) (Argentina)
- 1999 - 999” (BMG)
- 1999 Diario di Bordo (BMG)

### Carriera solista

#### Album studio
- 2000 - Solo (BMG)
- 2001 - E tu sei lì (Daltrocanto, Warner)
- 2002 - Christmas Time (NAR, Daltrocanto)
- 2004 - Tosca amore disperato (BMG)
- 2004 - Cereali (PolitaliaMusic)
- 2007 - Actor dei operamusical (Universo-Sony Bmg)
- 2008 - Respiri e diamanti (Universo)
- 2008 - A  (Platinum-Universal)
- 2014 - Formaggio (Senza Dubbi)
- 2016 Terra 2 con Clizia Fornasier
- 2018 5 Alibi con MOMO , Soter label
- 2018 La mutevolezza con Alessandro Orlando Graziano contenuta nell’album Voyages Extraordinaires
- 2019 "A" (re-edit) 2019
- 2020 La Bellezza Feat Clizia Fornasier (Starpoint)
- 2020 Sessioni Segrete - Live at Ellington Club (Senza Dubbi - Believe)

#### Composizioni

##### Musiche per il teatro
- Rosa Rosae - di Federico Caramadre Ronconi
- Che fine ha fatto Cenerentola - di A. Giuliani, T. Losito
- Rosaspina - di Michela Andreozzi
- Attenta a te! - di Federico Paris
- Devotadanza - di Federico Paris
- Odio il Rosso - di A. Giuliani
- A Valentina vestita di Nuovo - di T. Losito con Valentina Persia
- La Capra - di E. Maria Lamanna
- Bravi a Letto - di Antonio Giuliani e T. Losito
- E Ho Detto tutto o Quasi... - di Antonio Giuliani
- Requiem - di Davide Dormino
- Actor Dei Operamusical - direzione artistica Attilio Fontana
- Parlo di Te - di Paolo li Rosi e Attilio Fontana

##### Musiche per cinema e TV
- POPROCK - Starpoint
- Poprock vol 2 - Starpoint
- Vacanze sulla neve - regia di M. Laurenti (Canale 5)
- Madame - regia di S. Samperi (Canale 5)
- L'onore e il rispetto - regia di S. Samperi (Canale 5)
- La partita - regia di Federico Caramadre Ronconi
- Pupetta - regia di A. Inturri
- Rodolfo Valentino regia di A . Inturri